# Honceariv, Peremîșleanî
Honceariv (în ucraineană Гончарів) este un sat în comuna Lanî din raionul Peremîșleanî, regiunea Liov, Ucraina.

## Demografie
Componența lingvistică a localității Honceariv
     Ucraineană (100%)
Conform recensământului din 2001, toată populația localității Honceariv era vorbitoare de ucraineană (100%).